# Peachtree City
Peachtree City er den største by i Fayette County, Georgia, USA. I 2016 havde byen et indbyggertal på 34.988. Byen ligger i den vestlige del af Fayette County og i den sydlige del af Atlanta-metroområdet.
Byen har et større system af veje (omkring 160 km i alt) til golfbiler, som gør et muligt at komme næsten overalt inden for byens område. Omkring 9.000 husholdninger i byen ejer en golfvogn og bruger dem til lokal transport.